# Municipio de Millcreek (condado de Erie)
El municipio de Millcreek (en inglés: Millcreek Township) es un municipio ubicado en el condado de Erie en el estado estadounidense de Pensilvania. En el año 2000 tenía una población de 52.129 habitantes y una densidad poblacional de 683 personas por km².

## Geografía
El municipio de Millcreek se encuentra ubicado en las coordenadas 42°09′00″N 80°05′59″O / 42.15000, -80.09972.

## Demografía
Según la Oficina del Censo en 2000 los ingresos medios por hogar en la localidad eran de $45,019 y los ingresos medios por familia eran de $56,341. Los hombres tenían unos ingresos medios de $41,868 frente a los $26,610 para las mujeres. La renta per cápita de la localidad era de $24,279. Alrededor del 5,8% de la población estaba por debajo del umbral de pobreza.